# Anorthosis Famagusta
El Anorthosis Famagusta FC (en griego: Ανόρθωσις Αμμοχώστου, Anórthosis Ammochóstou) es un club de fútbol chipriota de la ciudad de Famagusta, aunque después de la invasión turca de Chipre se trasladó a Lárnaca. Fue fundado en 1911 y juega en la Primera División de Chipre. También posee otras secciones deportivas, como el voleibol y balonmano, donde ha logrado otros títulos.

## Historia
El Anorthosis es uno de los clubes "grandes" del fútbol de Chipre. De hecho, es el tercer club más laureado en la competición de liga (tiene 13 ligas), superado por el APOEL FC y el AC Omonia.
Su primera liga la ganó en 1950, y desde entonces, a pesar de haber pasado por difíciles momentos tras su fundación, el club se ha hecho un nombre en su liga.
El Anorthosis ha sido el primer equipo chipriota en clasificarse a la Champions League en la edición 08-09, eliminando en primera fase al Pyunik Ereván con un marcador global de 3-0, en la segunda fase eliminó al Rapid de Viena con un marcador global de 4-3, y finalmente eliminó al Olympiacos FC griego con un marcador de 3-1.
Junto al Inter de Milán, Panathinaikos FC y el Werder Bremen, el Anorthosis conformaba el grupo B, y acabó colista con 6 puntos (un triunfo, tres empates y dos derrotas), a 1 punto de lograr el acceso a la Europa League. Lo destacable de su participación en la fase de grupos fue el triunfo sobre el Panathinaikos, que fue 3-1.
Entre los jugadores con los que cuenta el equipo esta temporada destacan los fichajes de Sávio, exjugador del Real Madrid, Real Sociedad, Real Zaragoza y Levante UD; del griego Traianos Dellas, ganador de la Eurocopa 2004 que jugó, entre otros equipos, en el AS Roma y cuyo último equipo fue el AEK Atenas FC

## Entrenadores
| Período   | Nombre                         |                                |
| --------- | ------------------------------ | ------------------------------ |
| 1911–1970 | * Sistema de Liga Aficionada * | * Sistema de Liga Aficionada * |
| 1970–1971 | Sima Milovanov                 |                                |
| 1970–1972 | Panicos Iakovou                |                                |
| 1972–1973 | Vladimir Hobot                 |                                |
| 1972–1974 | Stephanos Petritis             |                                |
| 1974–1977 | Antonis Karras                 |                                |
| 1977–1980 | Georgi Patsatsev               |                                |
| 1980–1981 | Leo Bolni                      |                                |
| 1981–1982 | Antony Dortzievski             |                                |
| 1982–1984 | Svetan Ilchev                  |                                |
| 1984–1986 | Peter Cormack                  |                                |
| 1986–1987 | Joseph Zatina                  |                                |
| 1986–1987 | Artemis Theocharous            |                                |
| 1987–1988 | Panicos Iacovou                |                                |
| 1987–1988 | Artemis Theocharous            |                                |
| 1987–1990 | Lakis Petropoulos              |                                |
| 1989–1990 | Demetris Zaggylos              |                                |
| 1989–1990 | Mirsad Fazlagic                |                                |
| 1990–1992 | Anghel Iordănescu              |                                |
| 1992–1993 | Vladimir Gutsaev               |                                |
| 1992–1993 | Artemis Theocharous            |                                |
| 1992–1993 | Lennart Söderberg              |                                |
| 1992–1993 | Nikos Alefantos                |                                |
| 1993–1994 | Andreas Mouskallis             |                                |

| Período             | Nombre                |
| ------------------- | --------------------- |
| 1994–1995           | Yordan Yordanov       |
| 1995–1996           | Georgi Vasilev        |
| 1995–1996           | Nikos Karoulias       |
| 1996–2001           | Dusan Mitosevic       |
| Jul. 2001–Nov. 2001 | Janusz Wójcik         |
| 2001–2002           | Ioannis Matzourakis   |
| 2001–2003           | Nikolay Kostov        |
| 2002–2003           | Edward Lorens         |
| 2002–2004           | Andreas Michaelides   |
| 2003–2004           | Dusan Mitosevic       |
| 2003–2008           | Temuri Ketsbaia       |
| 2008–2009           | Nikos Nicolaou        |
| May. 2009–Jul. 2009 | Ernst Middendorp      |
| Ago. 2009–Feb. 2010 | Slavoljub Muslin      |
| Feb. 2010–Jun. 2010 | Nikos Nicolaou        |
| Jul. 2010–Nov. 2010 | Ángel Guillermo Hoyos |
| Nov. 2010–Dic. 2010 | Slobodan Krčmarević   |
| Dic. 2010–Set. 2011 | Stanimir Stoilov      |

| Período              | Nombre                |
| -------------------- | --------------------- |
| Oct. 2011–Mar. 2013  | Ronny Levy            |
| Mar. 2013–Jul. 2013  | Pambos Christodoulou  |
| Ago. 2013–Ene. 2014  | Jorge Costa           |
| Feb. 2014–May. 2014  | Nikos Kostenoglou     |
| Jun. 2014– May. 2016 | Andre Paus            |
| May. 2016– Oct. 2016 | Antonio Puche Vicente |
| Oct. 2016            | Temuri Ketsbaia       |
| Jun. 2022–Oct. 2022  | Darko Milanič         |
| Oct. 2022–Ene. 2023  | Xisco Muñoz           |
| Ene. 2023-Jun. 2023  | Vesko Mihajlovic      |
| Jun. 2023-presente   | David Gallego         |

## Presidentes
| Nombre                 | Período   |
| ---------------------- | --------- |
| Nicolaos Katalanos     | 1911      |
| Michael Michaelidis    | 1911–1914 |
| Ioannis Myrianthous    | 1914–1917 |
| Michael Michaelidis    | 1917–1919 |
| Luis Loizou            | 1919–1920 |
| Morfis Michael         | 1920–1924 |
| Anastasios Oikonomides | 1924–1940 |

| Nombre                 | Período   |
| ---------------------- | --------- |
| Andreas Gavrielides    | 1940–1955 |
| Anastasios Oikonomides | 1955–1961 |
| Paulos Paulakis        | 1961–62   |
| Michael Kayias         | 1962–1963 |
| Nicolas Antoniou       | 1963–1966 |
| Paulos Paulakis        | 1966–1967 |
| Xanthos Sarris         | 1967–1969 |

| Nombre               | Período   |
| -------------------- | --------- |
| Ntinos Adam          | 1969–1970 |
| Takis Pelekanos      | 1970–1983 |
| Stelios Frenaritis   | 1983–1989 |
| Kikis Konstantinou   | 1989–2003 |
| Kyriakos Theocharous | 2003–2004 |
| Andreas Panteli      | 2004–2008 |
| Chris Georgiades     | 2008–2009 |

| Nombre             | Período       |
| ------------------ | ------------- |
| Antonis Demetriou  | 2009–2010     |
| Kyriakos Kousios   | 2010–2011     |
| Kikis Konstantinou | 2011          |
| Savvas Kakos       | 2011–presente |

## Gerencia
| Puesto                         | Nombre |
| ------------------------------ | --- |
| Presidente                     | Achilleas Nikolaou |
| Gerente de Departamento        | Christos Poullaidis |
| Vicepresidentes                | Franzeskos Chatzimichael Makis Kontos Pavlos Ioannou Andreas Poulaides Panikos Pounnas                                                           |
| Director Ejecutivo             | Franzeskos Chatzimichael |
| Supervisor Financiero          | Panikos Chatzipanteli |
| Miembros de la Junta Directiva | Andreas Konstantinou Panikos Kyriakou Lucas Kousios Panayotis Kakouras Achileas Nicolaou Konstantinos Pierides Charalambos Manoli Elina Patrioti |

- Fuentes:[1][2]

## Traspasos

### Ventas más Caras
| Pos. | Jugador          | Al           | Precio     |
| ---- | ---------------- | ------------ | ---------- |
| 1    | Bruno Cheyrou    | Rennais      | €3.150.000 |
| 2    | Hawar            | Al-Khor      | €1.258.000 |
| 3    | Marios Neophytou | AEL Limassol | €700.000   |
| 4    | Giannis Okkas    | Nea Salamis  | €580.000   |
| 5    | Eugen Trică      | CFR Cluj     | €420.000   |

### Fichajes más Caros
| Pos. | Jugador          | Del             | Precio     |
| ---- | ---------------- | --------------- | ---------- |
| 1    | Giannis Okkas    | PAOK            | €1.000.000 |
| 2    | Megahed          | Hacettepe       | €730.000   |
| 3    | Fabinho          | FC Brașov       | €525.000   |
| 4    | Marquinhos       | Changchun Yatai | €315.000   |
| 5    | Georgi Kinkladze | Rubin Kazan     | €300.000   |

## Jugadores

### Jugadores destacados
- Arjan Beqaj
- Marco Haber
- Mario Daniel Vega
- Alessandro Soares
- Fabinho
- Mário Jardel
- Sávio
- William Boaventura
- Valentin Ignatov
- Ilian Kiriakov
- Nikolay Kostov
- Ricardo Laborde
- Jan Rezek
- Sebastián González
- Pambis Andreou
- Zacharias Charalambous
- Chris Christofi
- Panayiotis Engomitis
- Costas Foti
- Antonis Georgallides
- Demetris Ioannou
- Christakis Kassianos
- Spyros Kastanas
- Petros Konnafis
- Stefanos Lysandrou
- Vassos Melanarkitis
- Marios Neophytou
- Nikos Nicolaou
- Giannis Okkas
- Michalis Pamboris
- Nicos Panayiotou
- Nicos Papavasiliou
- Panikos Pounnas
- Andreas Sotiriou
- Fivos Vrachimis
- Panayiotis Vrahimi
- Panikos Xiourouppas
- Gordon Schildenfeld
- Magdy Tolba
- Jozef Kožlej
- Anton Žlogar
- Andrea Orlandi
- Bruno Cheyrou
- Vincent Laban
- Temuri Ketsbaia
- Georgi Kinkladze
- Traianos Dellas
- Nikos Frousos
- Nikos Katsavakis
- Savvas Poursaitidis
- Giorgos Xenides
- Hawar Mulla Mohammed
- Marian Pahars
- Savo Pavićević
- Sinisa Dobrasinovic
- Michael Obiku
- Kelvin Etuhu
- Jeffrey Leiwakabessy
- Nordin Wooter
- Francisco Bazan
- Wojciech Kowalczyk
- Sławomir Majak
- Radoslaw Michalski
- Mariusz Piekarski
- Lukasz Sosin
- Siniša Gogić
- Sása Jovanović
- Slobodan Krčmarević
- Vesko Mihajlović
- Zoran Milinković
- Srboljub Nikolić
- Svetozar Šapurić
- Vladan Tomić

### Dorsales retirados
- 14 -  Temuri Ketsbaia, MED (1991–94, 2002–06)

## Palmarés

### Torneos nacionales (31)
- Primera División de Chipre (13): 1949-50, 1956-57, 1957-58, 1959-60, 1961-62, 1962-63, 1994-95, 1996-97, 1997-98, 1998-99, 1999-00, 2004-05, 2007-08.
- Copa de Chipre (11): 1948-49, 1958-59, 1961-62, 1963-64, 1970-71, 1974-75, 1997-98, 2001-02, 2002-03, 2006-07, 2020-21.
- Supercopa de Chipre (7): 1962, 1964, 1995, 1998, 1999, 2000, 2007.

## Participación en competiciones de la UEFA
| Temporada | Torneo                   | Ronda            | Club                 | Casa | Visita       |           |           |
| --------- | ------------------------ | ---------------- | -------------------- | ---- | ------------ | --------- | --------- |
| 1963–64   | European Cup             | Clasificatoria   | Partizan             | 1–3  | 0–3          |           |           |
|           |                          |                  |                      |      |              |           |           |
| 1964–65   | UEFA Cup Winners' Cup    | Clasificatoria   | AC Sparta Prague     | 0–61 | 0–10         |           |           |
|           |                          |                  |                      |      |              |           |           |
| 1971–72   | UEFA Cup Winners' Cup    | 1                | Beerschot            | 0–12 | 0–7          |           |           |
|           |                          |                  |                      |      |              |           |           |
| 1975–76   | UEFA Cup Winners' Cup    | 1                | Ararat Yerevan       | 1–1  | 0–9          |           |           |
|           |                          |                  |                      |      |              |           |           |
| 1983–84   | UEFA Cup                 | 1                | Bayern Múnich        | 0–1  | 0–10         |           |           |
|           |                          |                  |                      |      |              |           |           |
| 1991–92   | UEFA Cup                 | 1                | Steaua Bucarest      | 1–2  | 2–2          |           |           |
|           |                          |                  |                      |      |              |           |           |
| 1992–93   | UEFA Cup                 | 1                | Juventus             | 0–4  | 1–6          |           |           |
|           |                          |                  |                      |      |              |           |           |
| 1994–95   | UEFA Cup                 | Clasificatoria   | Shumen               | 2–0  | 2–1          |           |           |
| 1994–95   | UEFA Cup                 | 1                | Athletic Club        | 2–0  | 0–3          |           |           |
|           |                          |                  |                      |      |              |           |           |
| 1995–96   | UEFA Champions League    | Clasificatoria   | Rangers              | 0–0  | 0–1          |           |           |
|           |                          |                  |                      |      |              |           |           |
| 1996–97   | UEFA Cup                 | Clasificatoria 1 | Shirak               | 4–0  | 2–2          |           |           |
| 1996–97   | UEFA Cup                 | Clasificatoria 2 | Neuchâtel Xamax      | 1–2  | 0–4          |           |           |
|           |                          |                  |                      |      |              |           |           |
| 1997–98   | UEFA Champions League    | Clasificatoria 1 | Kareda Kaunas        | 3–0  | 1–1          |           |           |
| 1997–98   | UEFA Champions League    | Clasificatoria 2 | Lierse               | 2–0  | 0–3          |           |           |
| 1997–98   | UEFA Cup                 | 1                | Karlsruher           | 1–1  | 1–2          |           |           |
|           |                          |                  |                      |      |              |           |           |
| 1998–99   | UEFA Champions League    | Clasifictoria 1  | Valletta             | 6–0  | 2–0          |           |           |
| 1998–99   | UEFA Champions League    | Clasificatoria 2 | Olympiacos           | 2–4  | 1–2          |           |           |
| 1998–99   | UEFA Cup                 | 1                | Zürich               | 2–3  | 0–4          |           |           |
|           |                          |                  |                      |      |              |           |           |
| 1999–00   | Champions League         | Clasificatoria 1 | Slovan Bratislava    | 2–1  | 1–1          |           |           |
| 1999–00   | Champions League         | Clasificatoria 2 | Hertha               | 0–0  | 0–2          |           |           |
| 1999–00   | UEFA Cup                 | 1                | Legia Warszawa       | 1–0  | 0–2          |           |           |
|           |                          |                  |                      |      |              |           |           |
| 2000–01   | Champions League         | Clasificatoria   | Anderlecht           | 0–0  | 2–4          |           |           |
|           |                          |                  |                      |      |              |           |           |
| 2002–03   | UEFA Cup                 | Clasificatoria   | Grevenmacher         | 3–0  | 0–2          |           |           |
| 2002–03   | UEFA Cup                 | 1                | Iraklis              | 3–1  | 2–4          |           |           |
| 2002–03   | UEFA Cup                 | 2                | Boavista             | 0–1  | 1–2          |           |           |
|           |                          |                  |                      |      |              |           |           |
| 2003–04   | UEFA Cup                 | Clasificatoria   | Željezničar Sarajevo | 1–3  | 0–1          |           |           |
|           |                          |                  |                      |      |              |           |           |
| 2005–06   | Champions League         | Clasificatoria 1 | Dinamo Minsk         | 1–0  | 1–1          |           |           |
| 2005–06   | Champions League         | Clasificatoria 2 | Trabzonspor          | 3–1  | 0–1          |           |           |
| 2005–06   | Champions League         | Clasificatoria 3 | Rangers              | 1–2  | 0–2          |           |           |
| 2005–06   | UEFA Cup                 | 1                | Palermo              | 0–4  | 1–2          |           |           |
|           |                          |                  |                      |      |              |           |           |
| 2007–08   | UEFA Cup                 | Clasificatoria 1 | Vardar               | 1–0  | 1–0          |           |           |
| 2007–08   | UEFA Cup                 | Clasificatoria 2 | Cluj                 | 0–0  | 3–1          |           |           |
| 2007–08   | UEFA Cup                 | 1                | Tottenham Hotspur    | 1–1  | 1–6          |           |           |
|           |                          |                  |                      |      |              |           |           |
| 2008–09   | Champions League         | Clasificatoria 1 | Pyunik               | 1–0  | 2–0          |           |           |
| 2008–09   | Champions League         | Clasificatoria 2 | Rapid Wien           | 3–0  | 1–3          |           |           |
| 2008–09   | Champions League         | Clasificatoria 3 | Olympiacos           | 3–0  | 0–1          |           |           |
| 2008–09   | Champions League         | Grupo B          | Werder Bremen        | 2–2  | 0–0          | 4.º Lugar | 4.º Lugar |
| 2008–09   | Champions League         | Grupo B          | Panathinaikos        | 3–1  | 0–1          | 4.º Lugar | 4.º Lugar |
| 2008–09   | Champions League         | Grupo B          | Internazionale       | 3–3  | 0–1          | 4.º Lugar | 4.º Lugar |
|           |                          |                  |                      |      |              |           |           |
| 2009–10   | Europa League            | Clasificatoria 1 | Käerjéng 97          | 5–0  | 2–1          |           |           |
| 2009–10   | Europa League            | Clasificatoria 2 | Petrovac             | 2–1  | 1–3 (a.e.t.) |           |           |
|           |                          |                  |                      |      |              |           |           |
| 2010–11   | Europa League            | Clasificatoria 1 | Banants              | 3–0  | 1–0          |           |           |
| 2010–11   | Europa League            | Clasificatoria 2 | HNK Šibenik          | 0–2  | 3–0 (a.e.t.) |           |           |
| 2010–11   | Europa League            | Clasificatoria 3 | Cercle Brugge        | 3–1  | 0–1          |           |           |
| 2010–11   | Europa League            | Playoff          | CSKA Moscow          | 1–2  | 0–4          |           |           |
|           |                          |                  |                      |      |              |           |           |
| 2011–12   | Europa League            | Clasificatoria 2 | FC Gagra             | 3–0  | 0–2          |           |           |
| 2011–12   | Europa League            | Clasificatoria 3 | FK Rabotnički        | 0–2  | 2–1          |           |           |
|           |                          |                  |                      |      |              |           |           |
| 2012–13   | Europa League            | Clasificatoria 2 | Levadia Tallinn      | 3–0  | 3–1          |           |           |
| 2012–13   | Europa League            | Clasificatoria 3 | FC Dila Gori         | 0–3  | 1–0          |           |           |
|           |                          |                  |                      |      |              |           |           |
| 2020–21   | Europa League            | Clasificatoria 3 | Basel                | –    | 2–3          |           |           |
|           |                          |                  |                      |      |              |           |           |
| 2021–22   | Europa League            | Clasificatoria 3 | Rapid Viena          | 2–1  | 0–3          |           |           |
| 2021–22   | Europa Conference League | Play-off         | Hapoel Be'er Sheva   | 3–1  | 0–0          |           |           |
| 2021–22   | Europa Conference League | Grupo B          | Partizán             | 0–2  | 1–1          |           |           |
| 2021–22   | Europa Conference League | Grupo B          | Gent                 | 1–0  | 0–2          |           |           |
| 2021–22   | Europa Conference League | Grupo B          | Flora                | 2–2  | 2–2          |           |           |